# Kuća Bilić u Donjem Dolcu
Kuća Bilić nalazi se u selu Donjem Dolcu, na području Grada Omiša.

## Opis
Kuća Bilić u Docu Donjem građena 1798. stambena je katnica s dvoslivnim krovom pokrivenim kamenim pločama. Građena je od pravilno klesanog kamena, a vrata i prozori uokvireni su kamenim pragovima. Na kat vode dvije balature, a iznad ulaznih vrata se nalazi uokvireni natpis na arvatici. Osobitost i iznimna vrijednost kuće Bilić je dvanaest čelinki na sjevernom i istočnom zidu kata, a u unutrašnjosti prostorija nalazila su se drvena vratašca koja su se otvarala zbog vađenja saća. Takav način čuvanja pčela bio je poznat još u antičko doba.

## Zaštita
Pod oznakom Z-5832 zavedena je kao nepokretno kulturno dobro - pojedinačno, pravna statusa zaštićena kulturnog dobra, klasificirano kao "profana graditeljska baština".